# Giorgio di Sant'Angelo
Giorgio di Sant'Angelo pseudonimo di Jorge Alberto Imperatrice e comunemente noto come Giorgio Sant'Angelo, (Rosario, 5 maggio 1933 – New York, 29 agosto 1989) è stato uno stilista argentino naturalizzato statunitense.
Era noto per la creazione di look di ispirazione etnica all'inizio della sua carriera, per i quali vinse il prestigioso premio americano Coty Fashion Critic nel 1968 e nel 1970. Utilizzando tessuti come lo chiffon tinto a riserva, la pelle e il cotone, creò abiti romantici che riflettevano la cultura hippie dell'epoca. Ma il suo uso innovativo della maglieria, che sviluppò continuamente durante la sua carriera, è stato spesso la sua firma e ha influenzato altri designer.

## Biografia
Sant'Angelo nacque Jorge Alberto Imperatrice a Rosario, in Argentina, da una famiglia della classe media, di origine italiana. Figlio di Domingo Antonio Imperatrice e Leila Ratti, aveva un fratello minore, Hector Daniel Imperatrice. Più tardi dichiarò di essere nato nobile a Firenze, in Italia, figlio di un conte fiorentino.
Si laureò in architettura presso l'Università degli Studi di Firenze, poi studiò design industriale e ceramica. Studiò anche con Picasso per sei mesi, come diritto acquisito per aver vinto un concorso internazionale di ceramica, sponsorizzato dal governo francese. Picasso incoraggiò il suo studente a "fidarsi della sua creatività irrequieta e continuare a provare nuove iniziative artistiche" e Sant'Angelo creò un cartone animato e lo presentò a Walt Disney. Impressionato dall'inventiva del film, la Disney lo portò a Hollywood e gli diede la possibilità di fare un apprendistato ma, incapace di parlare bene l'inglese, Sant'Angelo si perse nella vastità di Los Angeles e lasciò dopo 15 giorni.
Si trasferì a New York dopo la sua esperienza alla Disney. In primo luogo lavorò come artista tessile e successivamente nel design di interni. Per gioco, iniziò a creare gioielli in plastica. Catherine Murray di Montezemolo notò per prima i suoi gioielli e quindi Diana Vreeland, che iniziò a pubblicarli sulla rivista Vogue. Questo fece decollare la sua carriera. La Vreeland aveva riconosciuto il talento mostrato da Sant'Angelo e lo assunse come stilista freelance. Fu da questa collaborazione che vennero realizzate alcune delle fotografie di moda più iconiche degli anni sessanta: scatti come quello della modella Veruschka avvolta in una pelliccia nel deserto, o un trucco floreale psichedelico intorno a uno degli occhi di Twiggy.

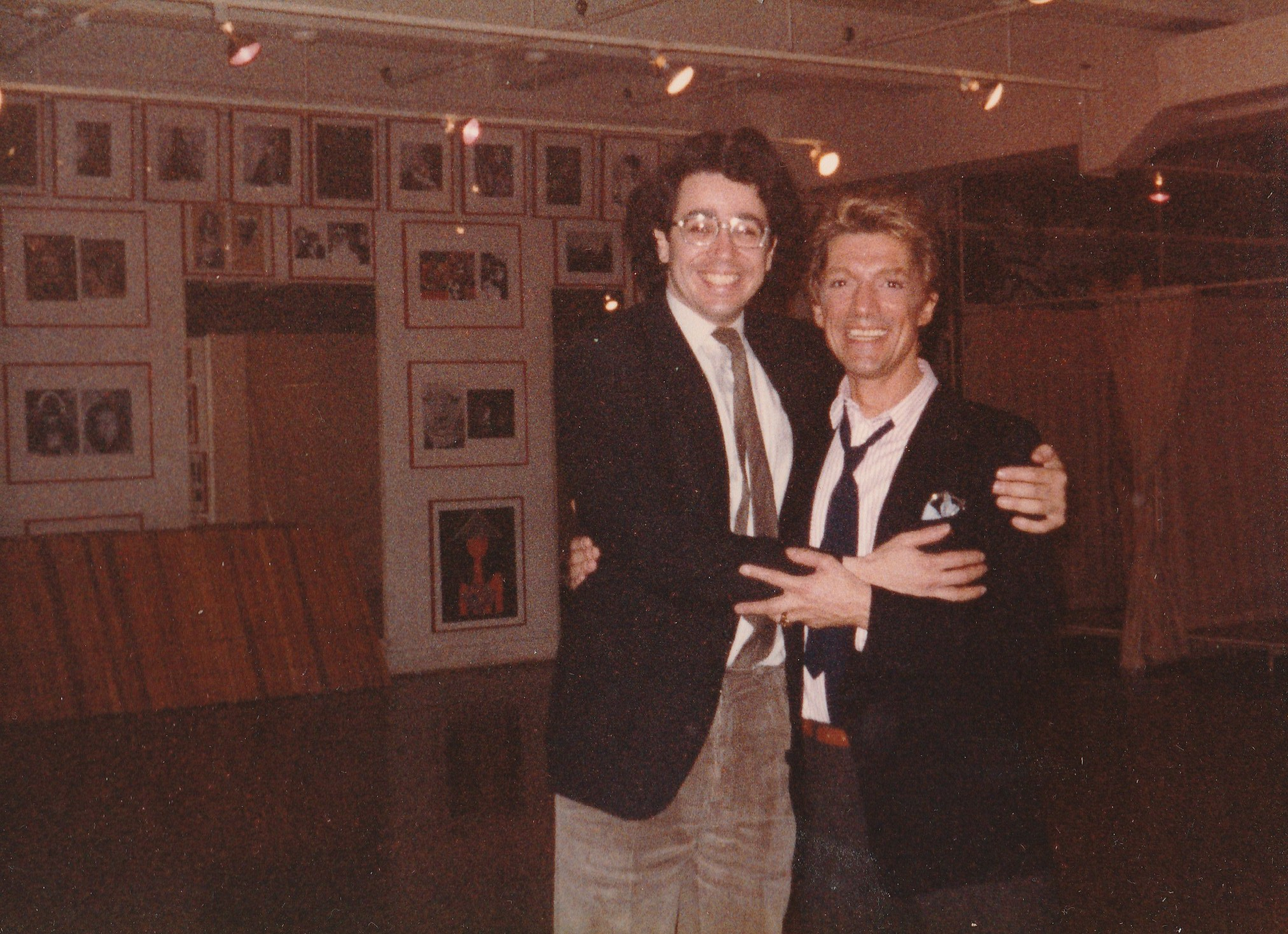
Sant'Angelo con l'amico, il chitarrista Michael Laucke che spesso gli fornì la musica per le sue sfilate a New York

Sant'Angelo iniziò la propria attività di Prêt-à-porter nel 1966. La sperimentò con la maglieria e sviluppò nuove produzioni con fabbriche tessili come la DuPont. Collaborò anche con trasformatori di tessuti come Crantex, per creare le proprie stampe, e con produttori di pelletteria come Calderon, per i suoi accessori. Utilizzò elementi di varie culture native ed etniche come ispirazione per le sue collezioni, come l'indiano americano o lo zingaro boemo. Ma il suo contributo più importante all'abbigliamento femminile moderno dell'epoca furono le sue tecniche per favorire la comodità del vestiario e il suo uso di tessuti elastici. Rifiutò la tradizionale chiusura con la cerniera sul retro e, invece, progettò abiti che avvolgevano, legavano, pendevano o aderivano al corpo. Non si limitò a disegnare abiti, ma anche ad ornare il corpo e rendere la fantasia indossabile. Realizzò capi d'alta moda anche per celebrità e intrattenitori. Alla fine, iniziò a concedere in licenza il suo nome e ad espandersi producendo abiti più economici e convenienti. La sua prima linea si chiamava "Sant'Angelo 4U2", costituita da versioni meno costose dei suoi abiti fantasy. Poi nacque la linea "Marjer Parts", che era anche più economica, ma più influenzata dalle tendenze. Successivamente, eliminò la "di" dal suo cognome e concesse in licenza il suo nome come Giorgio Sant'Angelo. Sfortunatamente, gran parte di quell'abbigliamento non nacque dalla sua mano e divenne eccessivamente commerciale, senza il suo tocco innovativo. Nel 1976, Sant'Angelo fece amicizia con il chitarrista Michael Laucke, che gli fu presentato dalla designer di gioielli, filantropa ed ex modella Elsa Peretti, e Sant'Angelo assunse spesso Laucke per suonare alle sfilate delle sue nuove collezioni a New York, stabilendo "il ritmo per un Sant'Angelo più sommesso ".
A metà degli anni ottanta, Sant'Angelo aggiunse nuovamente la "di" al suo cognome e continuò a disegnare la sua linea distintiva di fascia alta. Realizzata quasi interamente in maglia elasticizzata, i critici lo notarono, confermando il ritorno della sua influenza. I capi di abbigliamento versatili e avvolgenti, in materiali, colori e fantasie unici, si rivelarono un antidoto agli stili eccessivamente sartoriali dell'epoca. Sant'Angelo morì nel 1989, quindi il suo ritorno fu di breve durata. Ma la sua leggenda continua nelle menti degli stilisti moderni, con designer come John Galliano e Marc Jacobs che lo citano come loro esempio. Gli è stata dedicata una targa sulla Walk of Fame della 7th Avenue insieme ai suoi contemporanei come Halston e Stephen Burrows.